# Euminucia camerunica
Euminucia camerunica är en fjärilsart som beskrevs av Embrik Strand 1913. Euminucia camerunica ingår i släktet Euminucia och familjen nattflyn. Inga underarter finns listade i Catalogue of Life.